# 亜耶バネッサ
亜耶バネッサ（あやバネッサ、1986年5月14日 - ）は、日本のメイクアップアーティスト、元女優、元松濤館流の空手家。兵庫県神戸市出身。関西学院大阪インターナショナルスクール、関西学院千里国際高等部、慶應義塾大学総合政策学部卒業。女優業ではウォーターハウス 亜耶として知られる。

## 人物
1986年、カナダ人の父親と、日本人とアメリカ人のハーフの母親のもと双子の妹として生まれる。5歳から双子の姉ウォーターハウス美希とともに空手をはじめ、2000年の第8回松濤杯争奪世界空手道選手権や第46回全国空手道選手権で全国大会優勝を果たした。
2010年にウォーターハウス亜耶バネッサ名義で日本ラグビーフットボール協会が主催する第1回女子ラグビートライアウトに参加し、女子ラグビー日本代表候補として女子ラグビー日本代表合宿に参加していた。
ラグビーと並行して美容学校でメイクを学び、卒業後はブライダルメイクなどメイクアップアーティストとして活動している。

## 獲得タイトル
- 2000年 第8回松濤杯争奪世界空手道選手権 14歳の部女子・型の部 1位
- 2002年 第45回全国空手道選手権 高校生女子個人の部・型の部 2位
- 2003年 第46回全国空手道選手権 高校生女子個人の部・型の部 1位
- 2004年 第47回全国空手道選手権 高校生女子個人の部・型の部 2位
- 2004年 第9回松濤杯争奪世界空手道選手権 16-18歳の部女子・型の部 2位

## 出演

### テレビドラマ
ウォーターハウス 亜耶名義
- 双子探偵（1999年7月 - 10月、NHK教育） - 宮坂マリー 役
- 浪花少年探偵団（2000年10月 - 12月、NHK教育）
- マッスルガール!（2011年4月 - 6月、毎日放送） - 魚沼まい 役
- 科捜研の女3 第6話「VSアンビリバボー！女子寮に潜む美しき霊の謎!!」（2011年5月26日テレビ朝日）

### 映画
- 必殺! 三味線屋・勇次

### CM
- 十六茶
- ナイキ
- マルトモ

### バラエティ
- クイズ!紳助くん（2011年3月7日）